# Anomala bengalensis
Anomala bengalensis är en skalbaggsart som beskrevs av Blanchard 1851. Anomala bengalensis ingår i släktet Anomala och familjen Rutelidae. Inga underarter finns listade i Catalogue of Life.